# حکم‌آباد (جوین)
حکم‌آباد شهری از توابع بخش عطاملک، شهرستان جوین در استان خراسان رضوی کشور ایران است.

## موقعیت جغرافیایی
شهر نوبنیاد حکم‌آباد مرکز بخش عطاملک واقع در ۵۵ کیلومتری مرکز شهرستان‌های سبزوار و اسفراین است. این شهر در چهار راه ارتباطی خوشاب، جوین، سبزوار و اسفراین قرار گرفته و بیش از یکصد روستای کوچک و بزرگ و نیز شهرهای نقاب، جغتای و سلطان‌آباد (خوشاب) را به جادهٔ راهبردی سبزوار – بجنورد (محور جنوب – شمال) متصل می‌کند. موقعیت حکم آباد از موقعیت مرکز شهرستان جوین یعنی نقاب بهتر است.

## صنایع
حکم آباد قطب صنعتی دشت جوین است و مراکز صنعتی مهمی نظیرفولاد و جمکو، کارخانهٔ گچ سبزوار، کارخانهٔ خوراک دام جوین و غیره در آن استقرار یافته است. حکم‌آباد محل مناسبی جهت اشتغال جوانان در کنار ده‌ها چاه عمیق کشاورزی و دشت‌های وسیع زراعی می‌باشد و استعداد سرمایه‌گذاری‌های مختلف را دارا می‌باشد. عبور جاده‌های مختلف از جمله جادهٔ سبزوار - جوین- اسفراین از داخل این مرکز موقعیت‌های متعددی را برای امور صنعتی و تجاری ایجاب می‌کند.

## مردم

### جمعیت
بر پایهٔ سرشماری عمومی نفوس و مسکن در سال ۱۳۹۵ جمعیت این مکان ۳٬۸۲۴ نفر (۱٬۱۴۳خانوار) بوده است.

### زبان
مردم حکم آباد به زبان ترکی خراسانی سخن می‌گویند.